# Carl Geyer
Carl Geyer (1796 – 1841) è stato un entomologo tedesco.
Scrisse ed illustrò svariati supplementi ai lavori di Jacob Hübner sui Lepidotteri. Artista di professione, non deve essere confuso con Karl Andreas Geyer (1809-1853), botanico e collezionista di piante.
| Geyer è l'abbreviazione standard utilizzata per le specie animali descritte da Carl Geyer. Categoria:Taxa classificati da Carl Geyer |